# Kerntechnische Anlage Tomsk

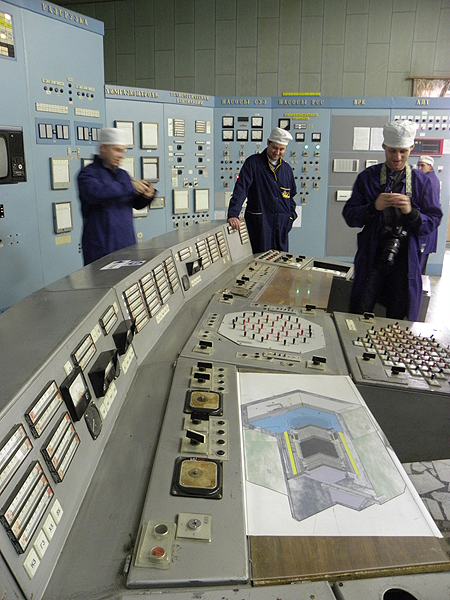
Kontrollraum von ADE-3

Die Kerntechnische Anlage Tomsk (auch Chemiekombinat Tomsk) in Sibirien ist ein staatliches Chemiekombinat, das am 26. März 1949 gegründet wurde. Die kerntechnische Anlage ist nach der eigens für das Kraftwerk gegründeten Stadt Sewersk auch als Tomsk-7 bekannt.

## Geschichte
Anlass für den Bau des Chemiekombinats war das nukleare Wettrüsten im Kalten Krieg. Man hoffte, hier schnell und effektiv die Komponenten für sowjetische Atombomben zu fertigen. Am 7. August 1953 wurde das erste Mal Uran-235 hergestellt. In den 1960er-Jahren wurde die Produktion umgestellt, um Brennstoff für die sowjetischen Kernkraftwerke zu gewinnen. Heute sind noch sieben Werke im Kombinat in Betrieb. Unter anderem ein Isotopentrennungswerk, ein Sublimatwerk, ein Radiochemiewerk, ein chemisch-metallurgisches Werk, ein Reaktorwerk, ein Maschinenwerk, ein Wasserwerk, ein Heizkraftwerk und einige andere Nebenabteilungen. Das Heizkraftwerk liefert Energie für die anliegende Stadt Sewersk. Die nicht mehr benötigten Kraftwerkskomponenten aus dem AST-Reaktor im Kernheizwerk Gorki, dessen Bau abgebrochen wurde, wurden für Tomsk-7 benutzt.
Der EI-2 wurde 2015 inklusive Gebäude komplett demontiert und der Schacht mit Beton verfüllt.
Die Wiederaufarbeitung von abgebrannten Brennstäben und die Deponierung von radioaktivem Abfall auf dem Gelände des heutigen Sibirischen Chemikalien Kombinats werden allerdings weiter fortgesetzt.

## Reaktoren

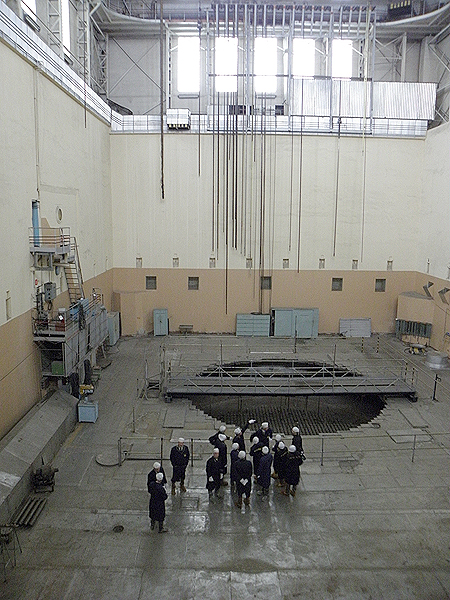
Reaktorhalle ADE-4

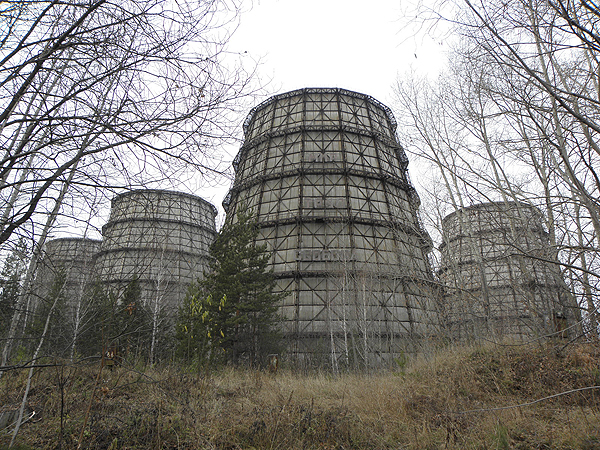
Einige der Kühltürme der Anlage

Am bekanntesten sind die drei Reaktoren der Anlage vom Typ ADE. Alle drei Reaktoren sowie zwei Vorläufermodelle sind inzwischen stillgelegt. Allmählich werden die Ausrüstungsressourcen in anderen elektrischen Zentralen und Betrieben von Tomsk ausgeschöpft. Nach Bewertungen der Experten sinkt die Stromerzeugungsleistung in den nächsten 8–10 Jahren auf 750 Megawatt oder auf 67 %.
Die Abschaltung des ADE-4 im April 2008 erfolgte auf der Grundlage eines russisch-amerikanischen Regierungsabkommens über die Einstellung der Produktion von Plutonium in den Reaktoren ADE-4 und ADE-5, das am 12. März 2003 unterzeichnet worden war.
Der letzte Reaktor des Typs, ADE-5, ein Industriereaktor, wurde am 5. Juni 2008 abgeschaltet.

### Störfälle und Unfälle
- Am 30. Januar 1963 kam es in einem Sammelbehälter durch das Eindringen einer Uranylnitrat-Lösung zu einer Überschreitung der kritischen Masse und einer nuklearen Explosion.
- Am 6. April 1993 wurden in der Wiederaufarbeitungsanlage, die prioritär für die Produktion von waffenfähigem Plutonium genutzt wurde, durch eine Explosion große Mengen vor allem kurzlebiger radioaktiver Stoffe freigesetzt (gemäß IAEO vorab das relativ stark radiotoxische Ruthenium sowie Niob und Zirkonium, aber auch in geringeren Mengen andere Nuklid-Arten wie Plutonium). Der Unfall geschah während der Reinigung eines Reaktionsgefäßes mit Salpetersäure. In der Folge wurden 120 Quadratkilometer im Gebiet Sewersk verseucht.[5][6][7] Der Unfall wurde auf der Internationalen Bewertungsskala für nukleare Ereignisse mit der Stufe 4 eingeordnet und vom TIME magazine als „one of the world’s worst nuclear disasters“ bezeichnet.[8]
- Am 28. April 2005 wurde der Reaktor ADE-4 durch das Notschutzsystem automatisch abgeschaltet.[9]

### Daten der Reaktoren
| Name  | Nettoleistung | Bruttoleistung | Reaktortyp     | Status      | Inbetrieb- nahme | Still- legung |
| ----- | ------------- | -------------- | -------------- | ----------- | ---------------- | ------------- |
| I-1   | 9 MW          | 10 MW          | Graphitreaktor | Stillgelegt | 1955             | 1990          |
| EI-2  | 9 MW          | 10 MW          | Graphitreaktor | Stillgelegt | 1958             | 1990          |
| ADE-3 | 9 MW          | 10 MW          | Graphitreaktor | Stillgelegt | 1962             | 1992          |
| ADE-4 | 9 MW          | 10 MW          | Graphitreaktor | Stillgelegt | 1963             | 2008          |
| ADE-5 | 9 MW          | 10 MW          | Graphitreaktor | Stillgelegt | 1967             | 05.06.2008    |